# 松沢俊昭
松沢 俊昭（まつざわ としあき、1927年10月30日 - 1985年11月10日）は、日本の政治家。日本社会党衆議院議員（4期）。全日本農民組合連合会会長。

## 経歴
新潟県五泉市生まれ。旧制村松中卒。代用教員を経て、農民運動に従事した。五泉市議会議員を2期務めた。1963年、新潟県議会議員選挙に、五泉市選挙区から日本社会党公認で立候補して当選した。全日農副会長などを歴任した。1969年12月に2期目の途中で県議を辞職した。同年の第32回衆議院議員総選挙で旧新潟2区から社会党公認で立候補して当選。しかし、1972年の第33回総選挙では落選した。

### 1974年新潟知事選挙
1974年の新潟県知事選挙に日本社会党公認で立候補した。浦沢与三郎が共産党公認で立候補したため票が分散。自民党の公認を得た元参議院議員の君健男に敗れた。
※当日有権者数：1,624,786人 最終投票率：65.58%（前回比：-pts）
| 候補者名   | 年齢 | 所属党派   | 新旧別 | 得票数    | 得票率 | 推薦・支持 |
| ---------- | ---- | ---------- | ------ | --------- | ------ | ---------- |
| 君健男     | 62   | 自由民主党 | 新     | 619,244票 | 59.39% | -          |
| 松沢俊昭   | 46   | 日本社会党 | 新     | 322,483票 | 30.93% | -          |
| 浦沢与三郎 | 55   | 日本共産党 | 新     | 100,904票 | 9.68%  | -          |

1976年の第34回総選挙で返り咲いた。しかし、1979年の第35回総選挙では次点で落選した。翌1980年の第36回総選挙では2位で返り咲きを果たした。1983年の第37回総選挙では4位で当選した。
1985年11月10日に、大腸癌のため議員在職中に死去した。